# Braambrugstraat

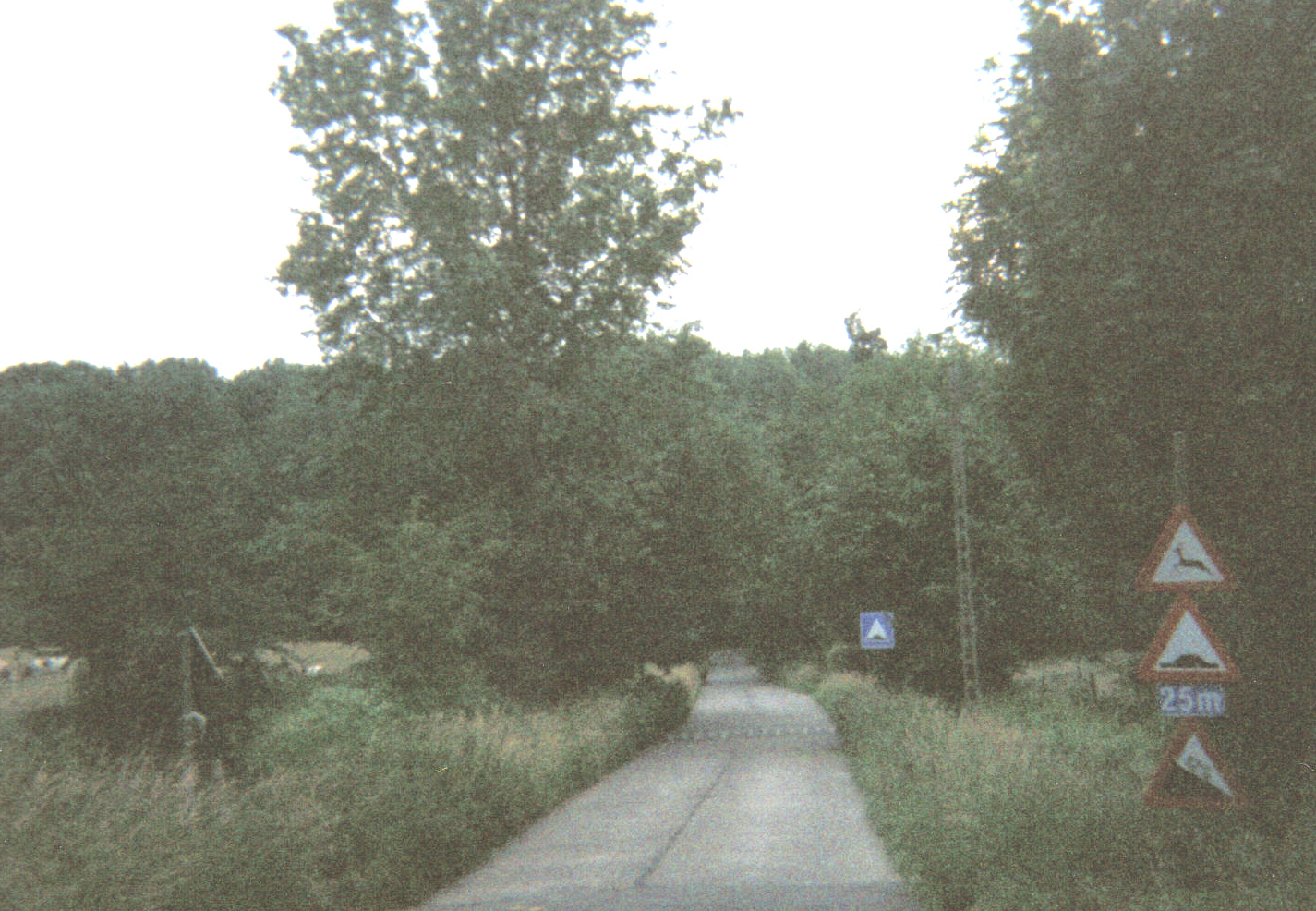
De Braambrugstraat gezien vanop de top in Mater

De Braambrugstraat is een straat en heuvel in de Vlaamse Ardennen gelegen in Mater, een deelgemeente van de stad Oudenaarde. De helling ligt nabij Ename, net ten noorden van de Kattenberg.

## Wielrennen
De helling is bekend uit onder andere De Reuzen van Vlaanderen, een parcours voor wielertoeristen.